# معهد الفيزياء النووية (التشيك)
معهد الفيزياء النووية التابع للأكاديمية التشيكية للعلوم هي مؤسسة أبحاث عامة بمجال الأبحاث والتطبيقات النووية.

## التأسيس
```
تأسس المعهد في عام 
1972
 من قسم الفيزياء في المعهد السابق للبحوث النووية في 
أكاديمية العلوم التشيكوسلوفاكية
.
[
5
]
```

## التاريخ
في عام 1955 تأسس معهد الأبحاث النووية (الذي كان يسمى في الأصل بمعهد الفيزياء النووية التابع لأكاديمية العلوم التشيكوسلوفاكية) كمؤسسة أساسية للبحوث النووية. مع تطور صناعة الطاقة النووية في جمهورية التشيك كان المعهد في عام 1972 مقسما إلى عدة أجزاء وقد خُفض الجزء الأكبر إلى لجنة تشيكوسلوفاكيا للطاقة الذرية تحت اسم «معهد الأبحاث النووية» وتمت خصخصته فيما بعد. ثاني أكبر جزء من معهد علوم الفيزياء النووية في يظل تحت اكاديمية العلوم.

## البحوث العلمية
التركيز الأساسي للمعهد هو الفيزياء النووية سواء كانت نظرية أو تجريبية. يقوم المعهد بدراسات في التحليل الطيفي للأشعة بيتا وغاما والتفاعلات النووية بما في ذلك تصادم الأيونات الثقيلة والفيزياء النووية المفرطة. ويركز عملها أيضًا على المجالات ذات الصلة مثل دراسة المرحلة الصلبة باستخدام نثر النيوترونات والفيزياء الرياضية والفيزياء النظرية النواة.